# Gnevny-klasse
De Gnevny-klasse (Russisch: Эскадренные миноносцы проекта 7, Eskadrennije minonostsi projekta 7) torpedobootjagers werden eind jaren dertig, begin jaren veertig gebouwd voor de Marine van de Sovjet-Unie. Deze schepen vochten in de Tweede Wereldoorlog.

## Beschrijving
Begin jaren 1930 voelde de Sovjet-Unie zich in staat om de bouw van torpedobootjagers opnieuw te beginnen en 48 schepen werden besteld onder het tweede Vijfjarenplan. Het ontwerp werd geproduceerd met Italiaanse hulp, ondanks ideologische verschillen tussen de Sovjets en Fascistisch Italië. Ze lijken op gelijkwaardige torpedobootjagers gebouwd in Italië voor de Griekse en Turkse Marinekorpsen.
Ze hadden last van enkele zwakheden van gelijke Italiaanse schepen zoals structurele zwakheden en beperkte zeewaardigheid. Er waren ook significante machineproblemen in de eerste schepen. De ontwerpfouten kwamen aan het licht tijdens testen van de eerste schepen in 1936 en 1937 en de productie werd stilgelegd na 30 schepen. Een aangepast ontwerp kwam daarna in dienst als het Type 7U.
Vier schepen van de Pacifische Vloot werden overgedragen aan de Marine van het Volksbevrijdingsleger van de Volksrepubliek China en dienden daar als de Anshan-klasse.

## Schepen

### Zwarte Zeevloot
| Schip                        | Werf                         | Tewatergelaten  | Afgebouwd      | Lot                                                    |
| ---------------------------- | ---------------------------- | --------------- | -------------- | ------------------------------------------------------ |
| Bodry - Бодрый               | Martiwerf, Nikolajev         | 1936            | 1938           | Gesloopt in de jaren 1950                              |
| Bystry - Быстрый             | Martiwerf, Nikolajev         | 1936            | nov 1938       | Gezonken 1 juli 1941 door magnetische zeemijn          |
| Bezoepretsjny - Безупречный  | 61e Kommoenarwerf, Nikolajev | 1936            | 1938           | Gezonken op 26 juni 1942                               |
| Bditelny - Бдительный        | 61e Kommoenarwerf, Nikolajev | 1936            | 1938           | Gezonken 2 juli 1942                                   |
| Bojki - Бойкий               | Martiwerf, Nikolajev         | 29 oktober 1936 | 1 mei 1939     | Gesloopt 1958                                          |
| Bezposjtsjadny - Беспощадный | Marinewerf van Sebastopol    | 1937            | september 1939 | Gezonken op 6 oktober 1943, gebombardeerd door Stuka's |

### Baltische Vloot
| Schip          | Werf                             | Gelanceerd       | Afgebouwd        | Lot |
| -------------- | -------------------------------- | ---------------- | ---------------- | --- |
| Gnevny         | Zjdanovwerf, Leningrad           | 13 juni 1936     | 31 januari 1939  | Gezonken op 23 juni 1941 door zeemijnen                                                                                             |
| Gordy          | Baltische Scheepswerf, Leningrad | 1936             | 1938             | Overgeplaatst naar de Noordelijke Vloot in 1941, gesloopt in de jaren 1950                                                          |
| Gromky         | Baltische Scheepswerf, Leningrad | 6 december 1937  | 23 februari 1939 | Overgeplaatst naar de Noordelijke Vloot in 1941, gesloopt in de jaren 1950                                                          |
| Grozny         | Zjdanovwerf, Leningrad           | 31 juli 1936     | 1939             | Overgeplaatst naar de Noordelijke Vloot in 1941, gesloopt in de jaren 1950                                                          |
| Gremjasjtsjy   | Zjdanovwerf, Leningrad           | 12 maart 1937    | 1939             | Overgeplaatst naar de Noordelijke Vloot in 1941, gesloopt in 1958                                                                   |
| Grozjasjtsji   | Zjdanovwerf, Leningrad           | 18 augustus 1936 | 1939             | Beschadigd door een bombardement bij Leningrad, gesloopt in de jaren 1950                                                           |
| Sokroesjitelny | Zjdanovwerf, Leningrad           | 15 augustus 1936 | 1939             | Overgeplaatst naar de Noordelijke Vloot in 1941, gezonken in een storm op 22 november 1942                                          |
| Steregoesjtsjy | Zhdanovwerf Leningrad            | 1937             | 1939             | Gebombardeerd en gezonken op 21 september 1941 nabij Kronstadt                                                                      |
| Stremitleny    | Zjdanovwerf, Leningrad           | 1936             | 1938             | Overgeplaatst naar de Noordelijke Vloot in 1941 gezonken op 20 juli 1941 door Duitse bommenwerpers in Jekatirinskajabaai, Moermansk |

### Pacifische Vloot
Alle Pacifische-Vlootschepen werden gebouwd door Dalzavod in Komsomolsk aan de Amoer en gesleept naar Vladivostok voor de afbouw, wegens de ondiepte van de Amoerrivier. Een schip, de Resjitelny (I), ging verloren door stranding tijdens de sleep, en was te beschadigd om te repareren. Het materiaal voor deze schepen werd samengesteld in Nikolajev en daarna verscheept naar het oosten via de Trans-Siberische spoorlijn.
| Schip         | Tewatergelaten | Afgebouwd     | Lot                                                                             |
| ------------- | -------------- | ------------- | ------------------------------------------------------------------------------- |
| Rezvy         | 1937           | December 1939 | Gesloopt in de jaren 1950                                                       |
| Rjany         | Oktober 1937   | 1940          | Gesloopt in de jaren 1950                                                       |
| Raztropny     | 1939           | 1941          | Gesloopt in de jaren 1950                                                       |
| Redki         |                | 1941          | ??                                                                              |
| Razjasjtsjy   | 1938           | 1941          | Verkocht aan de Marine van het Volksbevrijdingsleger in 1955                    |
| Reshitelny II | 1939           | 1941          | Verkocht aan de Marine van het Volksbevrijdingsleger in 1955                    |
| Retivy        | 1940           | 1941          | Verkocht aan de Marine van het Volksbevrijdingsleger in 1955                    |
| Revnosty      | 1940           | 1941          | Gesloopt in de jaren 1950                                                       |
| Razjarjonny   | Mei 1941       | December 1941 | Overgeplaatst naar de Noordelijke Vloot in 1942, gezonken als doelschip in 1958 |
| Razoemny      | 1940           | 1941          | Overgeplaatst naar de Noordelijke Vloot in 1942                                 |
| Rekordny      | 1940           | 1941          | Gesloopt in de jaren 1950                                                       |